# Hela Ayari
Hela Ayari (in arabo هالة العياري‎?; 26 agosto 1994) è una judoka tunisina.
Ha rappresento la Tunisia ai Giochi olimpici estivi di Rio de Janeiro 2016.

## Palmarès
- African Judo Championships oro nelle edizioni 2012, 2014, 2015, 2016